# Tercera guerra perso-turca
La tercera guerra perso-turca fue la última contienda que enfrentó al Imperio sasánida y al kanato turco occidental. A diferencia de las dos anteriores, no se disputó en Asia Central, sino en Transcaucasia. Las hostilidades las desataron en el 627 el gran kan Tong Yabghu de los turcos azules occidentales y el emperador Heraclio del Imperio bizantino. Sus enemigos fueron los persas sasánidas, coligados con los ávaros. La guerra se libró en el marco de la última contienda bizantino-sasánida y sirvió de preámbulo a los acontecimientos que cambiaron el equilibrio de poder en el Oriente Próximo en los siglos siguientes (la batalla de Nínive y la conquista musulmana de Persia).

## Situación
El emperador bizantino Heraclio se encontró políticamente aislado tras el primer asedio de Constantinopla que llevaron a cabo conjuntamente ávaros y persas. No podía apoyarse en los magnates armenios cristianos de la Transcaucasia, que para la Iglesia ortodoxa eran herejes; incluso el rey de Iberia prefirió estrechar lazos con los persas, más tolerantes en cuestiones de religión. Ante este panorama tan sombrío, optó por coligarse con Tong Yabghu.
Los turcos de Istami habían tratado de reforzar las relaciones con Bizancio a principios del 568 tras enemistarse con los persas por causas comerciales. Istami había enviado una embajada directamente a Constantinopla encabezada por el diplomático sogdiano Maniah, que llegó a la capital bizantina ese mismo año y ofreció seda y una alianza contra Persia a Justino II. Este aceptó la propuesta y despachó a su vez una embajada al kanato turco, al tiempo que aseguraba la ruta comercial directa para la seda china que habían deseado los sogdianos.
Por su parte, Heraclio envió un emisario propio, un tal Andrés, a las estepas en el 625; este prometió al gran kan «fabulosas riquezas» a cambio de su colaboración militar. El gran kan deseaba fervientemente asegurar el comercio chino-bizantino por la ruta de la seda, que los persas habían interrumpido tras la segunda guerra perso-turca. Así, prometió atacar a los persas y ayudar al emperador bizantino. Mil jinetes se abrieron paso a la fuerza por la Transcaucasia persa y entregaron el mensaje de su gran kan en el campamento bizantino en Anatolia.

## Asedio de Derbent

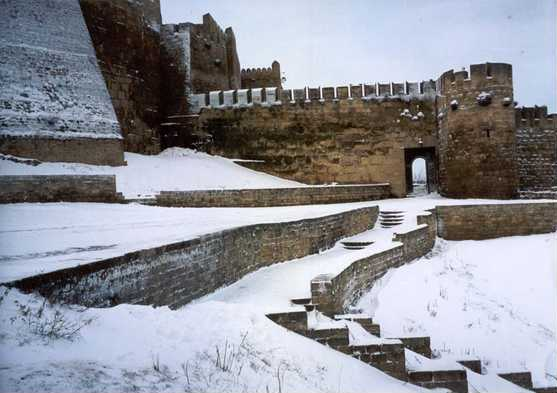
Fortaleza sasánida en Derbent.

Los turcos azules y sus aliados jázaros marcharon hacia las Puertas Caspias, en Derbent, a comienzos del 627. Esta fortaleza, de reciente construcción, era el único acceso a las feraces tierras de Albania (el moderno Azerbaiyán). Gumilev señala que la milicia de Albania, con escaso armamento, no podía frenar a las hordas de caballería pesada de Tong Yabghu. Estas asaltaron Derbent y se dispersaron por Albania, saqueándola a conciencia. La caída y el saqueo de Derbent los describió en detalle el historiador armenio Movsés Kaghankatvatsí, que se cree fue testigo presencial del acontecimiento:

Los turcos cayeron sobre la ciudad de Chora (Derbent) como las olas del mar y la destruyeron por completo. La terrible amenaza de esta horda de asaltantes viles, feos, de ojos rasgados y sin párpados, con el cabello largo y suelto como el de las mujeres, aterrorizó a la población. Especialmente terribles era los arqueros, hábiles y recios, que lanzaban daros copiosos como el granizo, y luego se abalanzaban como lobos salvajes sobre la gente y la acuchillaban sin piedad en las calles y las plazas de la ciudad. Ni siquiera se apiadaron de los niños que se abrazaban a sus madres asesinadas, cuya sangre bebieron como si fuese leche.

La caída de la fortaleza que se había considerado inexpugnable desató el pánico en el país. Los defensores se retiraron primero a la capital, Bərdə, y luego a las montañas del Cáucaso. Los turcos y los jázaros las alcanzaron cerca del pueblo de Kalankatuyk; aquellos que no perecieron allí fueron hechos prisioneros. Los conquistadores implantaron un oneroso sistema tributario a Albania, del que también habla Kaghankatvatsí:

El señor del Norte arrasó el país. Envió a sus lugartenientes a tratar con los artesanos de todos los ramos, en especial con los que extraían el oro de los ríos, los que excavaban la plata y el hierro y los orfebres del cobre. Impuso tributos a los pescadores y a los artículos de los grandes ríos Ciro y Araxes, que se sumaron al tradicional didracma que recaudaban las autoridades persas.

## Asedio de Tiflis

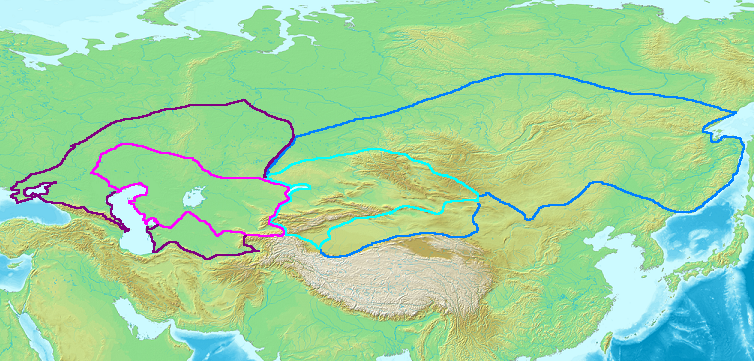
El kanato de los turcos azules en su apogeo, en torno al año 600. En claro, la zona sometida ; en oscuro, la de influencia:
Turcos azules occidentales
Turcos azules orientales

El siguiente objetivo de la ofensiva turco-bizantina fue el Reino de Iberia, cuyo soberano, Esteban, era vasallo de Cosroes II. Kaghankatvatsí indica que los jázaros «cercaron y asediaron la famosa y sibarítica ciudad comercial de Tiflis», a donde acudió también el emperador Heraclio con su poderoso ejército.
Heraclio y Tong Yabghu (al que las fuentes bizantinas llaman Ziebel) se encontraron junto a las murallas de Narikala. El yabgu avanzó a caballo hasta donde se hallaba el emperador, le besó el hombro e hizo una reverencia. Heraclio lo abrazó, le llamó hijo, y lo coronó con su propia diadema. En el festín que siguió, los jefes jázaros recibieron copiosos regalos en forma de pendientes y ropa, y al yabghu se le prometió la mano de la hija del emperador, Eudoxia Epifania.
El asedio se fue alargando sin que los sitiadores avanzasen en la operación de cerco; los defensores hicieron varias salidas contra ellos y en una de ellas murió el rey ibero. Los jázaros se volvieron a las estepas tras dos meses de sitio, si bien prometieron regresar en otoño. Tong Yabghu dejó al joven Böri Shad, que era su hijo o sobrino, a cargo del contingente de cuarenta mil soldados que debía permanecer con Heraclio para participar en el asedio. Pero este partió también al poco, dejando solos a los bizantinos y desatando las burlas de los sitiados.
Los georgianos apodaron al emperador «la cabra» en referencia a su matrimonio incestuoso, pero Heraclio recordó el pasaje del Libro de Daniel en el que el macho cabrío de un cuerno derriba al carnero de dos cuernos. Interpretó esto como buen augurio y se dirigió hacia el sur para atacar Persia. Alcanzó las orillas del Tigris el 12 de diciembre de 627 y plantó batalla a los ejércitos persas cerca de las ruinas de Nínive. En enero taló los alrededores de la capital enemiga, Ctesifonte.

## Conclusión
Después del triunfo de Heraclio, Tong Yabghu se apresuró a retomar el asedio de Tiflis y la tomó por asalto durante el invierno. Kaghankatvatsí afirma que los turcos avanzaron hacia las murallas de la ciudad con las espadas desenvainadas y que las escalaron subiéndose unos en los hombros de los otros, arrollando a los defensores. Los georgianos se rindieron, pero no evitaron por ello el saqueo de la ciudad ni las matanzas. El gobernador persa y el príncipe georgiano fueron torturados hasta morir en presencia de Tong Yabghu.
Los turcos, afamados en el combate cuerpo a cuerpo, nunca destacaron en poliorcética. Por ello Gumilev atribuye la conquista de Tiflis a los jázaros. Hay buenas razones para pensar que este éxito animó a Tong Yabghu a acometer mayores empresas. Planeó incorporar Albania a su kanato, en vez de limitarse a la habitual campaña de pillaje del territorio. Antes de regresar a Suyab, ordenó a Böri Shad y a sus generales que perdonasen la vida a los señores y notables de aquellas tierras que se le sometiesen, les entregasen sus ciudades y castillos y comerciasen con el ejército.
Esto indica que Tong Yabghu deseaba conservar la parte occidental de la ruta de la seda, al tiempo que afianzaba su dominio de otros sectores más orientales de ella, llegando hasta China. Böri Shad se aprestó en abril del 630 a extender su autoridad a la Transcaucasia y envió al general Chorpán Tarján con treinta mil jinetes a invadir Armenia. Utilizando una táctica típica de los guerreros nómadas, Tarján tendió una emboscada al ejército persa de Sharvaraz, que con sus diez mil soldados trató en vano de evitar la invasión; las fuerzas persas fueron aniquiladas. Los turcos sabían que los sasánidas responderían con dureza, por lo que saquearon las ciudades y se retiraron a las estepas.